# Moon (band)
Moon was een band uit het Verenigd Koninkrijk. Ze vonden hun oorsprong in de zogenaamde pubrock, een genre dat ook werd beoefend door bijvoorbeeld Ace.
De muziek in dat genre is eigenlijk een overgangsvorm van popmuziek uit de jaren 70 van de 20e eeuw, naar de punk. Daardoor was er ook weinig eer te behalen; de traditionelen vonden de muziek te vernieuwend, voor de punkers ging het niet ver genoeg.

## Musici
- Doug Bainbridge - sax, fluit en percussiek;
- Graham Collyer - ritmegitaar, akoestische gitaar;
- Ron Lawrence - basgitaar;
- Noel McCalla - zang;
- Loz Netto - leadgitaar en slidegitaar;
- Nick Payne - sax en fluit en harmonica;
- Luigi Salvoni - drums en tabla op (1)
- John Shearer - drums op (2);
- The Moonettes - achtergrond (bestaande uit Loz, Noel, Nicky en Doug).

Er zijn slechts twee lp's uitgebracht, van cd-release zal het waarschijnlijk niet komen; de band is onbekend gebleven. Alleen Noel McCalla heeft nog een verdere carrière gevonden bij onder andere Mezzoforte en Mike Rutherford.

## Discografie
| Album met eventuele hitnotering(en) in de Nederlandse Album Top 100 | Datum van verschijnen | Datum van binnenkomst | Hoogste positie | Aantal weken | Opmerkingen |
| ------------------------------------------------------------------- | --------------------- | --------------------- | --------------- | ------------ | ----------- |
| Too Close For Comfort                                               | 1976                  |                       |                 |              |             |
| Turning The Tides                                                   | 1977                  |                       |                 |              |             |

### Too Close For Comfort
1. Lone Ranger;
2. Don't wear it;
3. Cold nights;
4. Makin' love;
5. Too close for Comfort;
6. Daydreaming;
7. I can't stop this feeling;
8. Back to your old ways;
9. Desolation Alley;
10. It's getting better.

Opgenomen in de Rampart Studios; producer Stewart Levine; engineer: Cyrano Langston.

Uitgegeven als CBS/EPIC 81456

### Turning The Tides
1. Name of the Game;
2. Broken hearts (at High School);
3. I'm leaving you;
4. This is your life;
5. All night;
6. Back rooms;
7. White paper time;
8. Sweet Virginia;
9. Cruisin'.

Opgenomen in de Utopia Studios; producer: Barry Blue; engineer: James Guthrie.

Uitgegeven als CBS/Epic 82084